# Artek (azienda)
Artek è una ditta di mobili finlandese. Fu fondata nel dicembre del 1935 dall'architetto Alvar Aalto e da sua moglie Aino Aalto. Il nome nasce dall'esigenza di fondere in un'unica parola il senso di arte e tecnologia.

## Elenco dei designer collaboratori
- Alvar Aalto
- Aino Aalto
- Ben af Schúlten
- Maire Gullichsen
- Juha Leiviskä
- Tapio Wirkkala
- Ilmari Tapiovaara
- Eero Aarnio
- Harri Koskinen
- Enzo Mari
- Shigeru Ban
- Naoto Fukasawa
- Ville Kokkonen